# Zatoka Jahorłycka
Zatoka Jahorłycka (ukr. Ягорлицька затока, Jahorłyćka zatoka) – zatoka leżąca w północnej części Morza Czarnego pomiędzy Mierzeją Kinburnśką a przylądkiem Jahorłyckyj Kut.
Wejście do zatoki ma szerokość 15 kilometrów, zatoka ma długość 26 km i głębokość do 5 m. Od otwartego morza oddzielona jest wyspą Dowhyj. Jej zasolenie to 14–15‰, zatoka zamarza tylko podczas nietypowo mroźnych zim. Część zatoki obejmuje Czarnomorski Rezerwat Biosfery.